# 코로나19 범유행의 예술계 여파

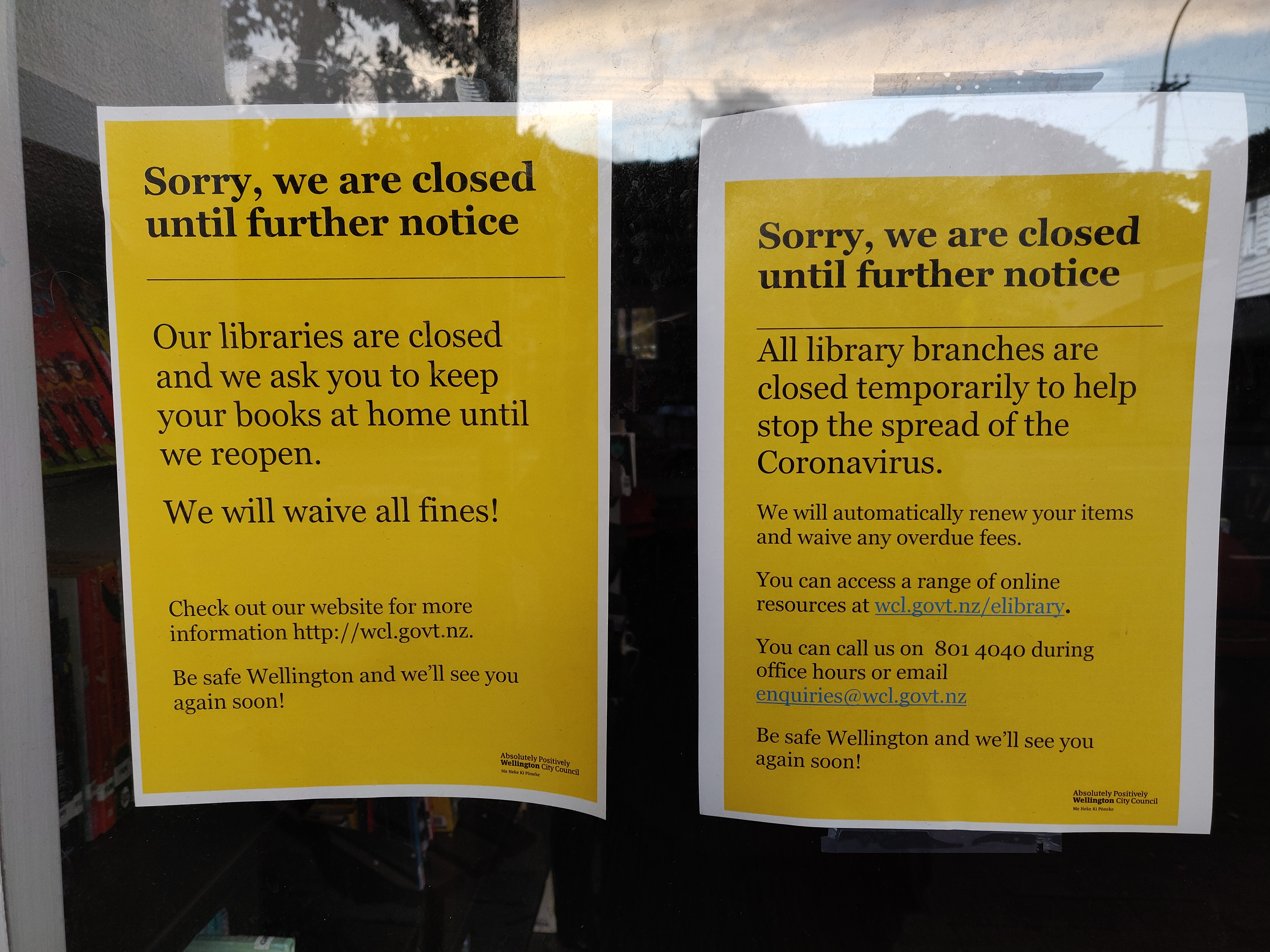
뉴질랜드 아일랜드베이의 한 공공도서관에서 코로나19 범유행과 관련된 이슈로 인해 운영을 임시적으로 중지 조치하였고, 연체료는 전면 면제한다는 안내문이 붙어 있다.

코로나19 범유행은 예술계에도 그 여파가 꾸준히 지속되고 있다. 전세계적인 코로나19의 유행 여파와 그에 따른 불확실성은 예술계 내에서 소속과 독립 여부에 관계없이 온 예술인과 그에 걸친 각 단체의 운영에 심각한 영향을 끼쳤다. 이에 따라 예술문화계 단체들은 기존에 정상적인 공공예산으로 운영해오던 각종 문화유산의 관람기회를 사회에 지속적으로 제공하기 위한 대책을 마련하고, 예술계 종사자와 관람객, 소장품에 대한 안전을 계속 보장하는 한편, 사업적인 면에서도 끝없이 변화하는 비즈니스 모델에 대응하기 위해 노력하고 있다.
유행 초기였던 2020년 3월부터 전세계 각지의 문화기관 대다수가 운영을 중단하거나 철저히 축소하는 조치를 내렸으며, 관람객이 직접 체험하는 전시회나 행사, 공연 등은 취소되거나 연기되었다. 이에 디지털 플랫폼을 활용한 대체·부가 서비스를 제공하고, 최소한의 인력·예산으로 필수적인 활동을 유지하며, 코로나 유행에서 영감을 받은 새로운 예술 경향을 비롯한 관련 작품의 인수를 통해 지금의 상황을 단체 스스로 기록하기 위한 집중적인 노력이 있었다.
예술계의 각 부문에서 활동하던 예술인들은 일시·영구적인 실업 문제를 겪었으며 그에 따른 경고나 재정지원도 천차만별이었다. 마찬가지로 각국 정부나 예술가 지원 자선단체의 부양책도 각 부문별·국가별로 상이한 수준으로 이뤄지고 있는 양상이다. 소비층의 문화활동 직접 참여도 언젠가 정상화될 것으로 예상되나, 그 시점은 언제인지는 불투명한데다, 그때가서 또 다른 종류의 체험이 인기를 얻을 것이란 상정이 수반된다.

## 운영 중단과 행사 취소
2020년 1분기를 통틀어 전세계의 각 예술분야 단체들은 코로나19 유행에 따라 일반운영의 점진적 제한과 완전 운영중단에 들어갔다. 발원지인 중화인민공화국을 시작으로 동아시아 국가를 거쳐 전세계로 이어진 일련의 자발적·정부 차원 조치들은 3월 말에 이르러 대다수 문화예술 기관의 운영중단과 예술행사의 연기·취소라는 결과를 낳았다. 여기에 해당된 유형으로는 4대 문화기관으로 불리는 미술관, 도서관, 기록원, 박물관은 물론 영화와 TV프로그램 스튜디오, 극장과 관현악단, 콘서트 투어, 동물원, 음악제와 기타 예술제를 가리지 않았다.
2020년 2~3월 전세계적으로 대대적인 운영중단과 행사취소가 잇따른 가운데 각 문화기관의 완전 정상운영 복귀 여부와 그 시점은 대다수 국가에서 여전히 불투명한 상황이다. 뿐만 아니라 이들 기관에게 미치는 장기적인 재정타격 역시 그 정도가 대단히 분화될 것이며, 기부금이 저조한 일부 기관의 경우 기존의 재정적 불균형이 심화될 것으로 예측된다.
5월 이후 급격한 유행이 각국별로 소강 상태를 보이면서 각 예술문화기관 역시 운영에 들어가기 시작하였는데, 운영 과정에서 코로나19의 전파 위험을 차단하기 위해 다양한 조치와 전략을 택하기도 하였다. 대표적인 방안으로는 관객수 및 동시관람객 규모 제한 (사전예약제 운영), 마스크 착용 의무화, 손세정제 제공, 전시장 내 일방통행 내지는 동선 제한, 직원과 관람객 간의 접촉시 차단막 설치, 화장실 내 미접촉 시설 마련, 출입시 체온측정 등이 있었다.

## 같이 보기
- 코로나19 범유행의 영향
- 코로나19 범유행의 영화계 여파